# 李窑村
李窑村是位於中國上海市奉賢區青村镇的一個村莊，面积3.18平方公里，G1503高速公路、林海快速公路、平庄公路途徑該村。該村以南為申隆生态园，以北為青溪老街。

## 歷史
明朝末年，西渡的李姓人家來到現今的李窑村开設砖窑生產青砖李窑村。現今的李窑村已不再烧窑。